# Distretto di Amoucha
Il distretto di Amoucha è un distretto della provincia di Sétif, in Algeria.

## Comuni
Il distretto di Amoucha comprende 3 comuni:
- Amoucha
- Oued El Barad
- Tizi N'Bechar